# Miklós Fehér
Miklós Fehér, detto Miki (AFI: [ˈmikloːʃ ˈfɛheːr]; Tatabánya, 20 luglio 1979 – Guimarães, 25 gennaio 2004), è stato un calciatore ungherese, di ruolo attaccante.

## Caratteristiche tecniche
Ritenuto uno dei migliori prodotti della scuola ungherese tra la fine degli anni 1990 e l'inizio del nuovo secolo, era un terminale offensivo dalla spiccata propensione al gol.

## Carriera

### Club
Compiuto il debutto professionistico nelle file del magiaro Győri, si trasferì successivamente nel campionato lusitano vestendo i colori di Porto e Salgueiros: durante l'annata 2000-01, vissuta in prestito al Braga, si fece apprezzare per le qualità realizzative segnando 14 gol in 26 partite.
Nel 2002 fu ingaggiato dal Benfica, squadra in cui la sua carriera conobbe un tragico epilogo la sera del 25 gennaio 2004: nei minuti finali della gara contro il Vitória Guimarães si accasciò infatti in campo per un arresto cardiocircolatorio, col soccorso medico e il tentativo di rianimazione risultati vani.
Trasportato in ambulanza all'ospedale di Guimarães, non riprese conoscenza tanto che alle 23:10 locali ne fu dichiarato il decesso: rilevata l'assenza di problematiche cardiache, vennero posti sotto accusa i soccorsi tardivi a causa delle difficoltà che l'ambulanza riscontrò nell'accedere allo stadio.
Dopo il funerale — svoltosi nella nativa Győr il 28 gennaio 2004 — la società ritirò il numero 29 da lui indossato erigendo poi una statua alla memoria all'esterno del Da Luz: accanto al busto fu posizionata una teca con la maglia indossata dal calciatore al momento della morte. A tal riguardo venne scartata l'ipotesi di embolia polmonare, con un'autopsia svolta nell'aprile 2004 che individuò la causa in un attacco cardiaco.

### Nazionale
Con la nazionale fu autore di 7 reti in 25 presenze, tra cui una tripletta alla Lituania durante le qualificazioni per i Mondiali 2002.

## Statistiche
Statistiche aggiornate al 25 gennaio 2004.

### Cronologia presenze e reti in nazionale
| Cronologia completa delle presenze e delle reti in nazionale ― Ungheria | Cronologia completa delle presenze e delle reti in nazionale ― Ungheria | Cronologia completa delle presenze e delle reti in nazionale ― Ungheria | Cronologia completa delle presenze e delle reti in nazionale ― Ungheria | Cronologia completa delle presenze e delle reti in nazionale ― Ungheria | Cronologia completa delle presenze e delle reti in nazionale ― Ungheria | Cronologia completa delle presenze e delle reti in nazionale ― Ungheria | Cronologia completa delle presenze e delle reti in nazionale ― Ungheria |
| Data                                                                    | Città                                                                   | In casa                                                                 | Risultato                                                               | Ospiti                                                                  | Competizione                                                            | Reti                                                                    | Note                                                                    |
| ----------------------------------------------------------------------- | ----------------------------------------------------------------------- | ----------------------------------------------------------------------- | ----------------------------------------------------------------------- | ----------------------------------------------------------------------- | ----------------------------------------------------------------------- | ----------------------------------------------------------------------- | ----------------------------------------------------------------------- |
| 10-10-1998                                                              | Mosca                                                                   | Azerbaigian                                                             | 0 – 4                                                                   | Ungheria                                                                | Qual. Euro 2000                                                         | 1                                                                       | 6’                                                                      |
| 14-10-1998                                                              | Budapest                                                                | Ungheria                                                                | 1 – 1                                                                   | Romania                                                                 | Qual. Euro 2000                                                         | -                                                                       | 75’                                                                     |
| 18-11-1998                                                              | Budapest                                                                | Ungheria                                                                | 2 – 0                                                                   | Svizzera                                                                | Amichevole                                                              | -                                                                       | 90’                                                                     |
| 10-3-1999                                                               | Budapest                                                                | Ungheria                                                                | 1 – 1                                                                   | Bosnia ed Erzegovina                                                    | Amichevole                                                              | -                                                                       |                                                                         |
| 27-3-1999                                                               | Budapest                                                                | Ungheria                                                                | 5 – 0                                                                   | Liechtenstein                                                           | Qual. Euro 2000                                                         | -                                                                       | 56’                                                                     |
| 31-3-1999                                                               | Bratislava                                                              | Slovacchia                                                              | 0 – 0                                                                   | Ungheria                                                                | Qual. Euro 2000                                                         | -                                                                       | 63’                                                                     |
| 5-6-1999                                                                | Bucarest                                                                | Romania                                                                 | 2 – 0                                                                   | Ungheria                                                                | Qual. Euro 2000                                                         | -                                                                       | 46’                                                                     |
| 4-9-1999                                                                | Vaduz                                                                   | Liechtenstein                                                           | 0 – 0                                                                   | Ungheria                                                                | Qual. Euro 2000                                                         | -                                                                       | 76’                                                                     |
| 31-5-2000                                                               | Györ                                                                    | Ungheria                                                                | 2 – 2                                                                   | Arabia Saudita                                                          | Amichevole                                                              | -                                                                       | 66’                                                                     |
| 3-6-2000                                                                | Budapest                                                                | Ungheria                                                                | 2 – 1                                                                   | Israele                                                                 | Amichevole                                                              | -                                                                       | 81’                                                                     |
| 11-10-2000                                                              | Kaunas                                                                  | Lituania                                                                | 1 – 6                                                                   | Ungheria                                                                | Qual. Mondiali 2002                                                     | 3                                                                       |                                                                         |
| 15-11-2000                                                              | Skopje                                                                  | Macedonia                                                               | 0 – 1                                                                   | Ungheria                                                                | Amichevole                                                              | 1                                                                       |                                                                         |
| 28-2-2001                                                               | Zenica                                                                  | Bosnia ed Erzegovina                                                    | 1 – 1                                                                   | Ungheria                                                                | Amichevole                                                              | -                                                                       |                                                                         |
| 7-3-2001                                                                | Amman                                                                   | Giordania                                                               | 1 – 1                                                                   | Ungheria                                                                | Amichevole                                                              | -                                                                       | 46’                                                                     |
| 24-3-2001                                                               | Budapest                                                                | Ungheria                                                                | 1 – 1                                                                   | Lituania                                                                | Qual. Mondiali 2002                                                     | -                                                                       | 64’                                                                     |
| 27-3-2002                                                               | Chișinău                                                                | Moldavia                                                                | 0 – 2                                                                   | Ungheria                                                                | Amichevole                                                              | -                                                                       | 59’                                                                     |
| 17-4-2002                                                               | Debrecen                                                                | Ungheria                                                                | 2 – 5                                                                   | Bielorussia                                                             | Amichevole                                                              | 1                                                                       | 46’                                                                     |
| 8-5-2002                                                                | Pécs                                                                    | Ungheria                                                                | 0 – 2                                                                   | Croazia                                                                 | Amichevole                                                              | -                                                                       | 60’                                                                     |
| 21-8-2002                                                               | Budapest                                                                | Ungheria                                                                | 1 – 1                                                                   | Spagna                                                                  | Amichevole                                                              | -                                                                       | 46’                                                                     |
| 7-9-2002                                                                | Reykjavík                                                               | Islanda                                                                 | 0 – 2                                                                   | Ungheria                                                                | Amichevole                                                              | -                                                                       | 46’                                                                     |
| 12-10-2002                                                              | Stoccolma                                                               | Svezia                                                                  | 1 – 1                                                                   | Ungheria                                                                | Qual. Euro 2004                                                         | -                                                                       | 69’                                                                     |
| 16-10-2002                                                              | Budapest                                                                | Ungheria                                                                | 3 – 0                                                                   | San Marino                                                              | Qual. Euro 2004                                                         | -                                                                       | 78’                                                                     |
| 20-8-2003                                                               | Lubiana                                                                 | Slovenia                                                                | 2 – 1                                                                   | Ungheria                                                                | Amichevole                                                              | 1                                                                       | 80’                                                                     |
| 10-9-2003                                                               | Riga                                                                    | Lettonia                                                                | 3 – 1                                                                   | Ungheria                                                                | Qual. Euro 2004                                                         | -                                                                       | 46’                                                                     |
| 11-10-2003                                                              | Budapest                                                                | Ungheria                                                                | 1 – 2                                                                   | Polonia                                                                 | Qual. Euro 2004                                                         | -                                                                       | 64’                                                                     |
| Totale                                                                  |                                                                         | Presenze                                                                | 25                                                                      |                                                                         | Reti                                                                    | 7                                                                       |                                                                         |

## Palmarès

### Club

#### Competizioni nazionali
- Campionato portoghese: 1

Porto: 1998-1999
- Supercoppa di Portogallo: 2

Porto: 1998, 1999
- Coppa del Portogallo: 1

Benfica: 2003-2004

### Individuale
- Miglior giovane giocatore ungherese dell'anno: 1

1997
- Premio Ferenc Puskás: 1

2001